# Eisenbahnbrücke Ulm–Neu-Ulm
Die Eisenbahnbrücke Ulm–Neu-Ulm der Deutschen Bahn verbindet Ulm in Baden-Württemberg mit Neu-Ulm in Bayern. Sie führt die Bahnstrecke Augsburg–Ulm (Strecke 5302, nördliches Gleispaar) und die Filstalbahn (Strecke 4700, südliches Gleispaar) über die Donau. Die Brücke liegt 400 m unterhalb der Konrad-Adenauer-Brücke und 630 m oberhalb der Herdbrücke.

## Beschreibung
Die 123 m lange und rund 28,5 m breite Brücke hat seit 2007 vier Gleise und den Dr.-Ted-Fritsche-Weg als Fußgängerbrücke. Sie besteht aus der 1957 fertiggestellten inneren zweigleisigen Brücke mit stählernen Vollwandträgern über fünf Öffnungen und seitlichen Durchgängen für die Uferwege sowie der 2007 an beiden Seiten angefügten gevouteten Spannbeton-Hohlkastenbrücken mit drei Öffnungen und der an der Unterwasserseite angebauten und durch Lärmschutzwände abgeschirmten Fußgängerbrücke.

## Geschichte

### Steinbogenbrücke (1855)

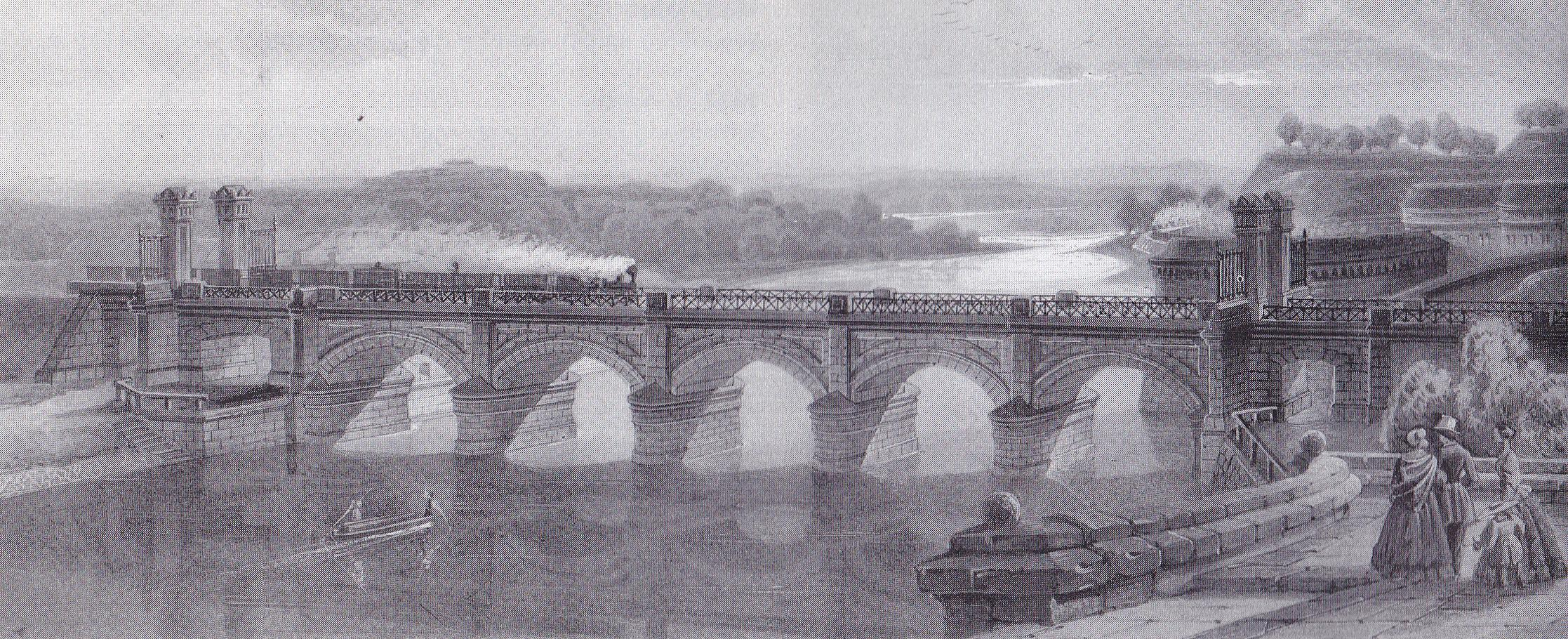
Ulmer Donaubrücke (1855)

Im April 1850 vereinbarten das Königreich Bayern und das Königreich Württemberg, die 1840 eröffnete Bahnstrecke München–Augsburg der Königlich Bayerischen Staatseisenbahnen und die Württembergische Ostbahn (Filstalbahn) der Königlich Württembergischen Staats-Eisenbahnen miteinander zu verbinden. Dazu wurde die Strecke München–Augsburg bis nach Neu-Ulm verlängert, gemeinsam eine Donaubrücke geplant und gebaut, der bereits im Bau befindliche Bahnhof Ulm für die gemeinsame Benutzung erweitert und die Gleise bis zur Brücke verlegt. Dabei hatten die Eisenbahnen beider Staaten die gleiche Spurweite.
Die steinerne Bogenbrücke war 123 m lang, 8,55 m breit und hatte fünf Rundbögen über dem Fluss sowie zwei seitliche Durchgänge für die Uferwege. Sie war für zwei Gleise ausgelegt, hatte aber anfänglich nur ein Gleis. Die beiden Enden der Brücke waren durch steinerne Tortürme mit eisernen Toren geschützt. Zu Ehren der beiden Könige wurde sie Wilhelm-Maximilian-Brücke genannt.
Ihr Bau begann im März 1852. Der Bahnhof Neu-Ulm und die Strecke der Bayerischen Maximiliansbahn bis Burgau wurde schon am 26. September 1853 eröffnet. Reisende mussten in dieser Zeit die Pferdedroschke nehmen, um von einem Bahnhof zum anderen zu kommen. Am 1. Mai 1854 wurde die gesamte Strecke von Ulm nach München für den Verkehr freigegeben. An der Donaubrücke mussten allerdings noch Restarbeiten erledigt werden, so dass sie erst 1855 fertiggestellt wurde.
Ende 1856 wurde die Brücke und die Strecke zwischen Ulm und Neu-Ulm zweigleisig ausgebaut, aber danach dauerte es bis März 1892, bis auch die Strecke zwischen Neu-Ulm und Augsburg vollständig zweigleisig befahrbar war. 1897 wurden die eisernen Tore entfernt, später auch die Torpfeiler.
Zu dieser Zeit hatte sich die Eisenbahn endgültig gegenüber der Donauschifffahrt durchgesetzt; am 27. April 1897 fuhr in Ulm zum letzten Mal ein Ordinarischiff nach Wien ab.
1933 war die Elektrifizierung der Brücke und der Strecke zwischen Ulm und Augsburg abgeschlossen.
Am 24. April 1945, wenige Tage vor dem Ende des Zweiten Weltkriegs und kurz vor dem Einmarsch der US-Truppen, wurde die Eisenbahnbrücke ebenso wie alle anderen Ulmer Donaubrücken gesprengt. Im Mai wurde eine hölzerne Behelfsbrücke eingerichtet. Erst im Oktober 1949 konnte die Brücke durch Stahlträger verstärkt werden.

### Stählerne Balkenbrücke (1957)
Im November 1955 begann der Neubau einer Eisenbahnbrücke mit stählernen Vollwandträgern, der am 31. Oktober 1957 abgeschlossen wurde. Ebenso wie die ursprüngliche Brücke hatte sie fünf Öffnungen und seitlich Durchgänge für die Uferwege. Bald war sie mit 160 Zügen pro Tag eine der meistbefahrenen Brücken Süddeutschlands.

### Viergleisige Brücke (2007)
Im Zusammenhang mit dem Projekt Neu-Ulm 21 wurde die Brücke zwischen 2004 und 2007 von zwei auf vier Gleise erweitert und mit einem neuen Fußgängersteg an der Unterwasserseite versehen. Dazu wurde an beiden Seiten eine gevoutete Spannbeton-Hohlkastenbrücke mit nur noch zwei Strompfeilern und einer Stützweite von 58 m angefügt. Die alte Brücke in der Mitte ist seitdem nur noch an den zwei mittleren Strompfeilern erkennbar, die von den flankierenden neuen Brücken scheinbar überspannt werden.
Der Fußgängersteg wurde 2007 nach Dr. Theodore R. Fritsche (1906–2003) benannt, dem Bürgermeister von New Ulm (Minnesota), der Ulm und Neu-Ulm nach 1945 unterstützte und jahrelang die partnerschaftlichen Beziehungen der Städte unterstützte.